# 潜水反応
潜水反応（せんすいはんのう）（英語、diving response）とは、ヒトで見られる反応であり、意図的に外呼吸（肺での呼吸）を中止した時、つまり息を止めた時に発生する生体の反応である。

## 生体の反応
名称に「潜水」と付くが、別に潜水を行わなくても単に息（肺への空気の出し入れ）を止めればこの反応がヒトで起こる。息を止めたことによって、心拍数の低下（徐脈）や末梢血管の収縮が起こることを潜水反応と呼んでいる。これは当然のことだがたとえ外呼吸（息を）止めたところで、ヒトが生きている限り内呼吸（細胞での呼吸鎖）は止められないので生体内では酸素が消費される。そして外呼吸を止めている限り、結果として動脈血酸素飽和度（SaO2）も徐々に低下する。しかしヒトが生きていればいずれ息苦しさを感じ外呼吸を再開する（ヒトは十分な酸素が無いと生命を維持できない）のでいずれ外呼吸を再開し、潜水反応も消失する。ただし外呼吸を止めていた時間や外呼吸を止めていた間に行っていた活動などの条件にもよるが、外呼吸再開後もしばらくの間、普段よりも深く外呼吸を行う（普段よりも肺の1回換気量を上げる）などといった一過性の反応が見られることもある。